# الفورد (فلوریدا)
الفورد (به انگلیسی: Alford) شهرکی در شهرستان جکسون ایالت فلوریدا است که در سال ۱۹۱۱ بنیان‌گذاری شده‌است. این شهرک طبق سرشماری سال ۲۰۱۰ میلادی، ۴۸۹ نفر جمعیت داشته و مساحت آن نیز ۳٫۴ کیلومتر مربع است.